# Thâm Châu

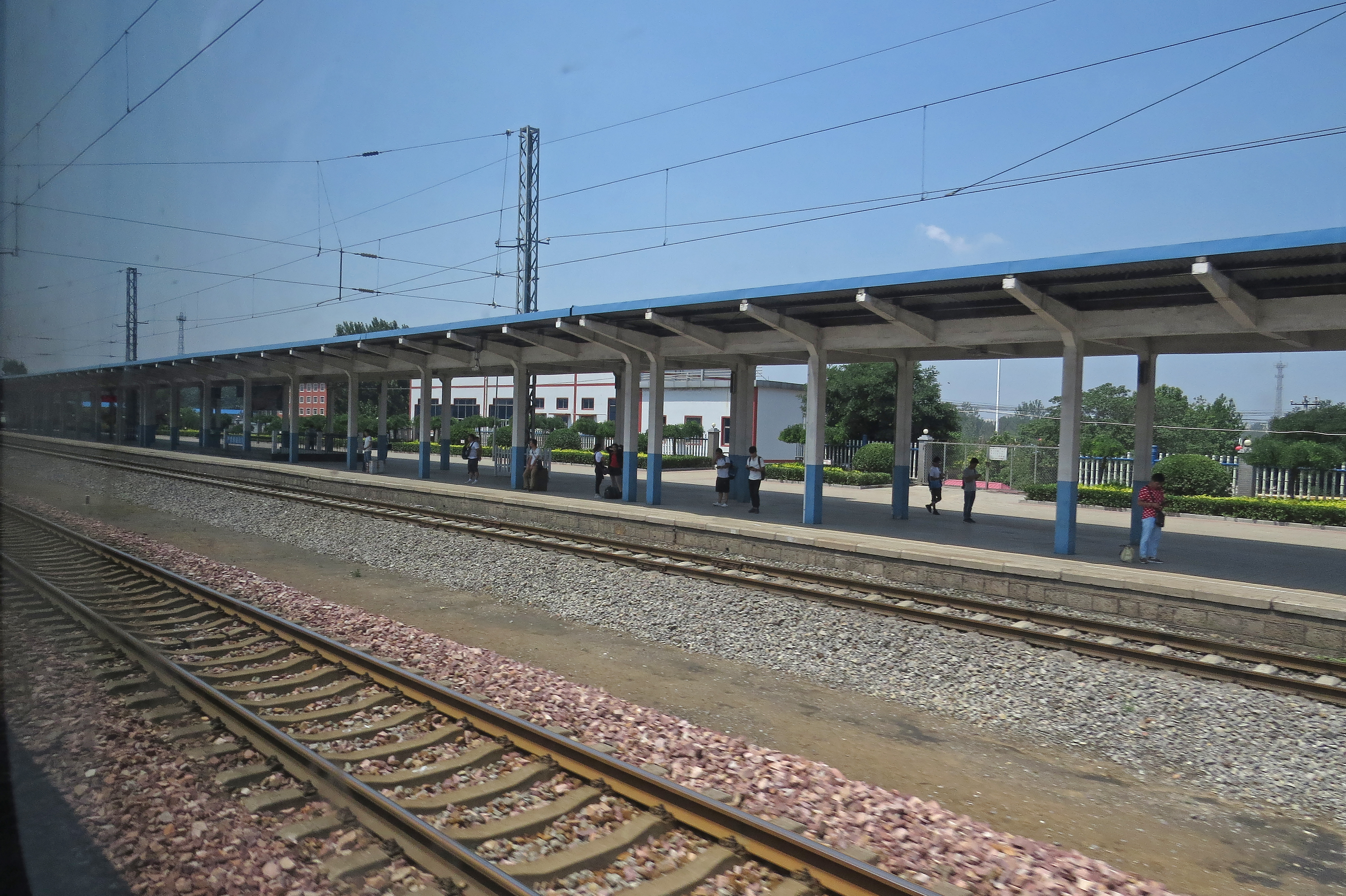
Ga Thâm Châu

Thâm Châu (chữ Hán giản thể: 深州市) là một thành phố cấp huyện thuộc địa cấp thị Hành Thủy, tỉnh Hà Bắc, Cộng hòa Nhân dân Trung Hoa. Thành phố này có diện tích 1244 ki-lô-mét vuông, dân số 560.000 người. Mã số bưu chính là 053800, mã số điện thoại 0318. Chính quyền thành phố đóng tại trấn Thâm Châu. Về mặt hành chính, thành phố Thâm Châu được chia thành 4 trấn, 13 hương. Tổng cộng có 469 thôn hành chính.
- Trấn: Thâm Châu, Đại Đề, Vương Gia Tỉnh, Tiền Ma Đầu.
- Hương: Đường Phụng, Binh Tào, Thìn Thời, Bắc Khê Thôn, Mục Thôn, Đại Phùng Doanh, Đông An Trang, Du Khoa, Đông Ngụy Gia Kiều, Hộ Giá Truy, Thái Cổ Trang, Kiều Gia, Đại Đồn.